# Más es más

«Más es más» es una canción del grupo español Fangoria compuesta para su sexto álbum de estudio, Absolutamente. Se lanzó como sencillo del álbum el 17 de enero de 2009 a través de Warner Music Spain y DRO. La canción es una reflexión sobre la naturaleza humana y la constante búsqueda de más, ya sea en términos de bienes materiales, experiencias o validación social. La canción alcanzó el puesto vigesimocuarto de la lista PROMUSICAE.
El vídeo promocional de la canción muestra a Alaska haciendo playback mientras es filmada por Nacho, bailando con Los Jemelos y también sola. Está grabado en blanco y negro, con los labios de Alaska en rojo en algunas escenas. La canción se interpretó durante la gira Absolutamente Tour.

## Antecedentes y composición
Alaska, Nacho Canut y Jaume García Ferrer compusieron «Más es más», mientras que Neal X y Tony James, exmiembros de Sigue Sigue Sputnik la produjeron. Por un la letra aborda temas de superficialidad y mundos sintéticos, lo que refleja una visión de la vida centrada en la apariencia, el exceso y lo artificial. Esta parte es descrita por Alaska como un «canto al barroquismo y al exceso». Por otro lado, Nacho  agrega que la letra también tiene una dimensión más oscura, señalando que detrás de la celebración del exceso, hay una reflexión sobre la autodestrucción y el vacío de esos mundos superficiales.La portada del sencillo fue diseñada por Juan Gatti, y la cita escogida fue «Dios está en los detalles», de Aby Warburg.

## Vídeo musical
En el vídeo musical de esta canción se observan diversos planos. En uno de ellos, Alaska se muestra realizando movimientos y playback mientras Nacho la filma. En otros dos planos, Alaska baila junto a los bailarines Los Jemelos. En otro momento, Alaska aparece sola realizando playback. El videoclip se presenta en blanco y negro, con la excepción de los labios de Alaska, que se destacan en color rojo en algunas ocasiones.

## Posicionamiento en listas

### Semanales
| Lista               | Posición |
| ------------------- | -------- |
| España (PROMUSICAE) | 24       |

## Historial de lanzamientos
| País   | Fecha                   | Formato          | Ref.  |
| ------ | ----------------------- | ---------------- | ----- |
| España | 17 de enero de 2009     | Radio            | [ 1 ] |
| España | 3 de febrero de 2009    | Sencillo en CD   | [ 2 ] |
| España | 3 de febrero de 2009    | Descarga digital | [ 2 ] |
| España | 17 de noviembre de 2023 | 12" vinilo       | [ 3 ] |

## Créditos y personal
- Voz: Olvido Gara
- Producción y composición: Olvido Gara, Ignacio Canut, Jaume García Ferrer, Neal X y Tony James
- Asistente de ingeniería: Ben Roulston
- Mezcla de audio: Michael Zimmerling
- Dirección de arte: Juan Gatti

Fuente: Discogs.